# Enaretta brevicornis
Enaretta brevicornis là một loài bọ cánh cứng trong họ Cerambycidae.